# Meer van Barrea
Het Meer van Barrea (Italiaans: Lago di Barrea) is een meer in de Italiaanse provincie L'Aquila (regio Abruzzen). Het ligt in het centrum van het Nationaal Park Abruzzo, Lazio en Molise en is een van de belangrijkere toeristische trekpleisters van het gebied. Ten zuiden van het meer verrijzen de Monti della Meta waarvan de Monte Petroso met zijn 2247 meter de hoogste top is.
Het Meer van Barrea is ontstaan in 1951 met de bouw van de stuwdam die het water van de Sangro opving. Aan het meer liggen twee plaatsen; het kleine Villetta Barrea aan de westzijde en Barrea aan de oostzijde. Dwars over het meer is een lange brug aangelegd die Civitella Alfedena met de noordoever verbindt.
Albano · 
Alserio · 
Annone · 
Barrea · 
Bolsena · 
Bracciano · 
Campotosto · 
Comabbio · 
Como · 
Endine · 
Garda · 
Garlate · 
Idro · 
Iseo · 
Ledro · 
Lugano · 
Maggiore · 
Mergozzo · 
Misurina · 
Monate · 
Orta · 
Pusiano · 
Trasimeno · 
Varese · 
Vico · 
Viverone